# Lomariopsis guianensis
Lomariopsis guianensis là một loài dương xỉ trong họ Lomariopsidaceae. Loài này được Ching mô tả khoa học đầu tiên..
Danh pháp khoa học của loài này chưa được làm sáng tỏ. 